# Tetramorium arnoldi
Tetramorium arnoldi är en myrart som först beskrevs av Auguste-Henri Forel 1913.  Tetramorium arnoldi ingår i släktet Tetramorium och familjen myror. Inga underarter finns listade i Catalogue of Life.